# Seba Dalkai
Seba Dalkai statisztikai település az USA Arizona államában, Navajo megyében. Lakosainak száma 126 fő (2020. április 1.).

## Népesség
A település népességének változása:

| 2010 | 136 |
| 2020 | 126 |